# Acronicta atristrigata
Acronicta atristrigata is een vlinder uit de familie van de uilen (Noctuidae). De wetenschappelijke naam van de soort is voor het eerst geldig gepubliceerd in 1900 door John Bernhardt Smith.